# Sint-Pieterscollege (Ukkel)
Het Sint-Pieterscollege (Frans: Collège Saint-Pierre) is een katholieke school in Ukkel, België.

## Geschiedenis
Het college werd in augustus 1905 onder impuls van kardinaal Petrus Lambertus Goossens opgericht. In oktober van datzelfde jaar werden de eerste 60 leerlingen ontvangen. In 1978 fuseerde het Sint-Pieterscollege met de school van de Servites de Marie. Tegen 1980 was het college gemengd. In 1986 werd de eerste lekendirecteur aangesteld.

## Bekende oud-leerlingen
- Jean-Charles Snoy et d'Oppuers (1907-1991), ambtenaar en politicus
- Raymond M. Lemaire (1921-1997), hoogleraar, architect en kunsthistoricus
- Maurice Lippens (1943), bankier en zakenman
- Johan De Moor (1953), striptekenaar en cartoonist
- Thierry Culliford (1955), stripauteur
- Jean Eylenbosch (1959), bestuurder
- François de Callataÿ (1961), kunsthistoricus
- Philippe Masset (1964), bankier
- Natacha Régnier (1974), actrice
- Tatiana Silva Braga Tavares (1985), Miss België
- Abdelhamid Abaaoud (1987-2015), terrorist
- Typh Barrow (1987), singer-songwriter